# 高可寧
高可寧（葡萄牙語：Kou Ho Neng；1878年—1955年4月13日），ComC, ComM 港澳實業家、慈善家，祖籍廣東省廣州市番禺沙溪官涌。於1937年與傅德用（傅老榕）合資泰興公司以年餉180萬澳門元承投澳門博彩專營權，專營澳門博彩業長達20多年之久，並於港澳地區開設多家典當鋪，有省港澳“典當業大王”之稱。其家族当时与傅老榕家族、何启东家族和罗文锦家族合称香港四大家族。

## 生平

德成公司招牌（右上）寫有「Fantan」「Gambling House」字樣

高可寧出身清貧，5歲喪父，14歲便離鄉工作，初時在街頭打鼓賣唱維生。1911年，前往澳門向當局承投澳門番攤攤館經營權，於福隆下街設立名為「德成公司」的攤館。1914年與10名好友組成「十友堂」，承投澳門鴉片煙經營權，開設「有成公司」。
他及後擴張旗下業務，分別開設同安輪船公司、德生按、德成按（現典當業展示館）、富衡銀號（現文化會館）及裕豐按等公司。1937年，與傅德用合營泰興公司承投澳門博彩業專營權成功，於當時最興旺的新馬路中段建立公司旗艦賭場，將該地的中央酒店由原先的6層再加建5層，此舉在當時屬於難度極高的建築工程，並於內裡開設娛樂場、歌舞廳等設施，從此專營澳門博彩事業達20多年。不過，高可寧於泰興公司純粹為出資入股，公司整體經營則交由傳老榕全權負責。
除經營賭業外，他熱心公益事業。他曾於多處地方開設學校，亦對澳門多間慈善團體捐助巨款，並於1941年發起開辦同善堂藥局，又捐出私人物業作為藥局局址，歷任澳門鏡湖醫院、同善堂、澳門紅十字會及澳門中華總商會的值理及榮譽主席。他一生獲得多次勛章，包括葡萄牙紅十字會紅十字勛章及葡萄牙基督勛章等，1955年在香港寓所病逝，享年77歲。
高可寧其中兩名兒子的妻子皆為電影演員，其中高福全妻子為葛蘭，高福球的妻子是尤敏。高可寧其中一位曾孫女高雪瑤，曾於香港政府擔任副衞生福利司，高雪瑤女兒何志恩則為時裝設計師。

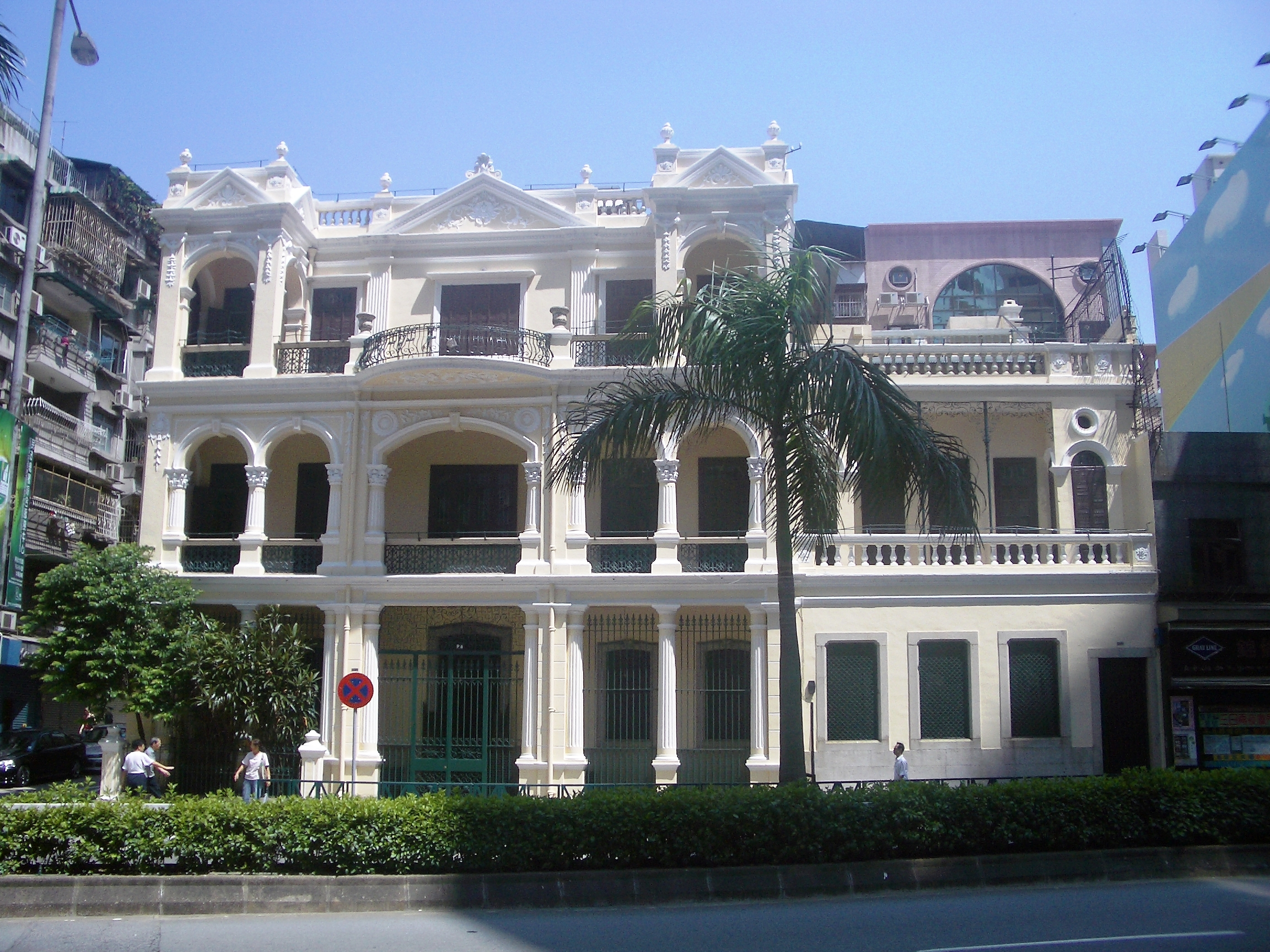
高可寧故居

## 冠名紀念
澳門有一條名為「高可寧紳士街」的街道以作紀念，是澳門少數以華人領袖為名的街道。
其後，高氏其中一名兒子高德申，亦向香港東華三院捐建學校，命名為東華三院高可寧紀念小學，位處香港葵青區麗瑤邨。
另外，高氏後人亦曾向八和會館捐款，以資助創立香港八和會館小學（現名李志達紀念學校）。因此，該校原來的藍田邨校舍禮堂冠名為「可寧堂」。

## 旗下物業

### 香港

#### 中環
- 德成大廈[2]（建於1959年，已清拆）
- 德榮大押[2]

#### 灣仔
- 同德押[2]（已拆卸並重建為商廈軒尼詩道369號）
- 大有大廈[2]（建於1985年）
- 大同大廈[2]（建於2004年）
- 英京大廈[4]
- 大業大廈[4]
- 軒尼詩道369號[4]
- 德安樓[2]
- 英京大酒家（已拆卸）
- 東方戲院（已拆卸）

#### 銅鑼灣
- 邊寧頓街德興押

#### 尖沙咀
- 覺士道1號，德成臺（建於1965年）
- 覺士道1A號，高景臺（建於1982年）
- 覺士道3號，東景臺（建於1976年）

#### 深水埗
- 南昌押

#### 油蔴地

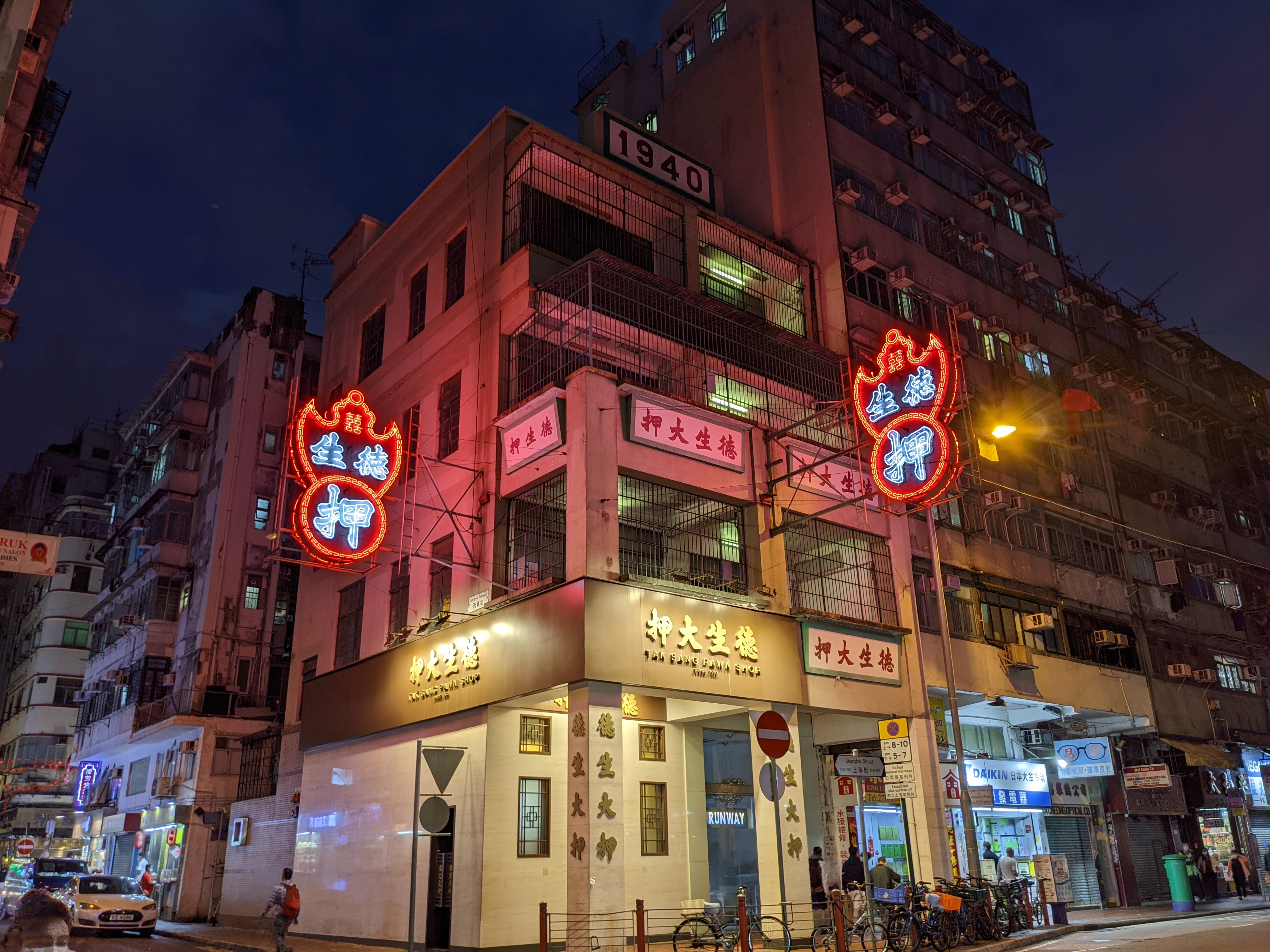
上海街176及178號德生大押

- 德生大押

#### 其他地區
- 石澳山仔路12號[5]

- 馬己仙峽道27號

### 澳門
- 德成按
- 高可寧大屋[2]